# The Havoc
The Havoc è un film muto del 1916 diretto da Arthur Berthelet. Fu uno dei primissimi film (il terzo della carriera di Lewis Stone.

## Produzione
Il film fu prodotto dalla Essanay Film Manufacturing Company.

## Distribuzione
Distribuito dalla V-L-S-E, il film uscì nelle sale cinematografiche USA il 20 marzo 1916.